# Henricus Laurentii Medelpadius
Henricus Laurentii Medelpadius, död 1649 i Selångers socken, var en svensk kyrkoman och riksdagsman.

## Biografi
Henricus Laurentii Medelpadius blev inskriven vid Uppsala universitet 1600, och tretton år senare var han kapellan i Ljustorps socken. År 1622 blev han pastor i Selånger, och 1635 kontraktsprost. Samma år kallas han i dombok för landsprost.
Han var ombud vid riksdagen 1635. Han deltog också i ärkebiskopsvalet 1647, där han röstade på segraren Johannes Canuti Lenaeus.